# Elliptochthonius profundus
Elliptochthonius profundus är en kvalsterart som beskrevs av Norton 1975. Elliptochthonius profundus ingår i släktet Elliptochthonius och familjen Elliptochthoniidae. Inga underarter finns listade i Catalogue of Life.